# Re 10/10

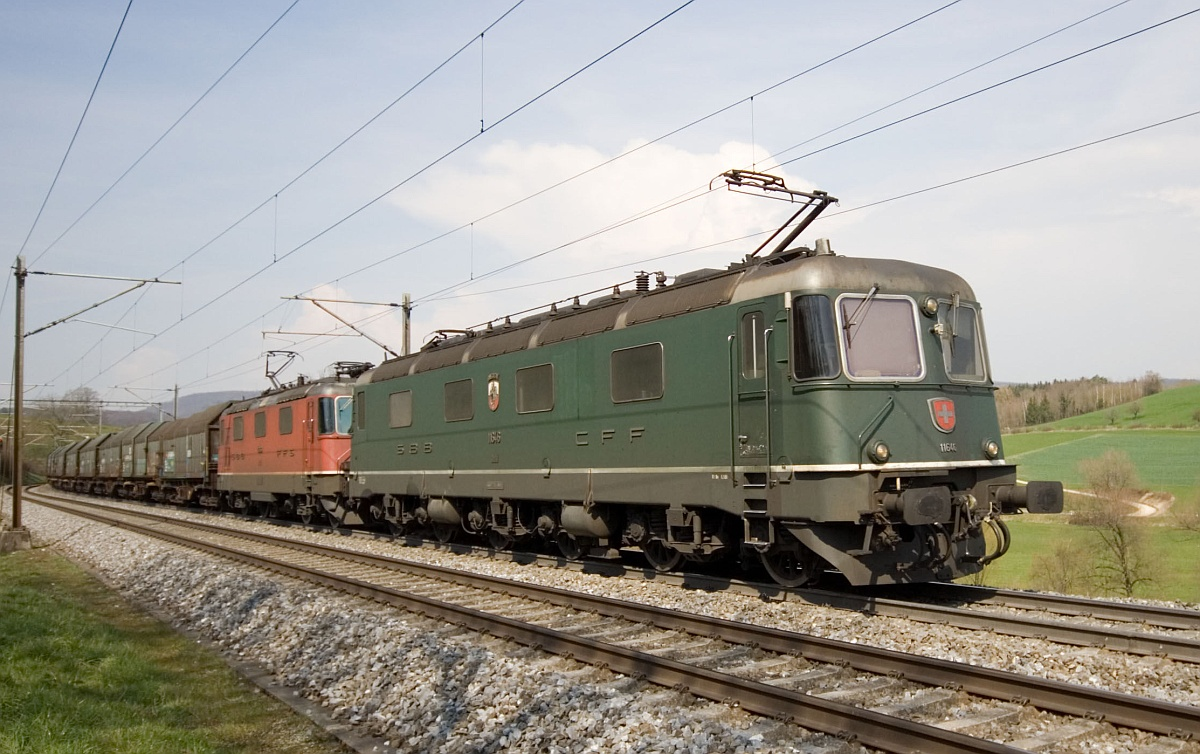
Re 10/10 sur la ligne du Bözberg

Une Re 10/10 est une expression des cheminots suisses pour parler d'une paire de locomotives circulant en unité multiple (UM).
Une Re 10/10 est obligatoirement composée d'une Re 6/6 accouplée à une Re 4/4 II ou une Re 4/4 III. La « formule » est la suivante : 6/6 + 4/4 = 10/10.

## Couplages en Suisse
De tels couplages sont fréquents sur les lignes suisses, plus particulièrement celles où circulent de lourds trains de marchandises, la ligne du Gothard et celle du Lötschberg. Accouplées entre elles, les deux locomotives électriques développent alors une puissance de 12 550 kW (16 920 CV).

## Galerie de photos

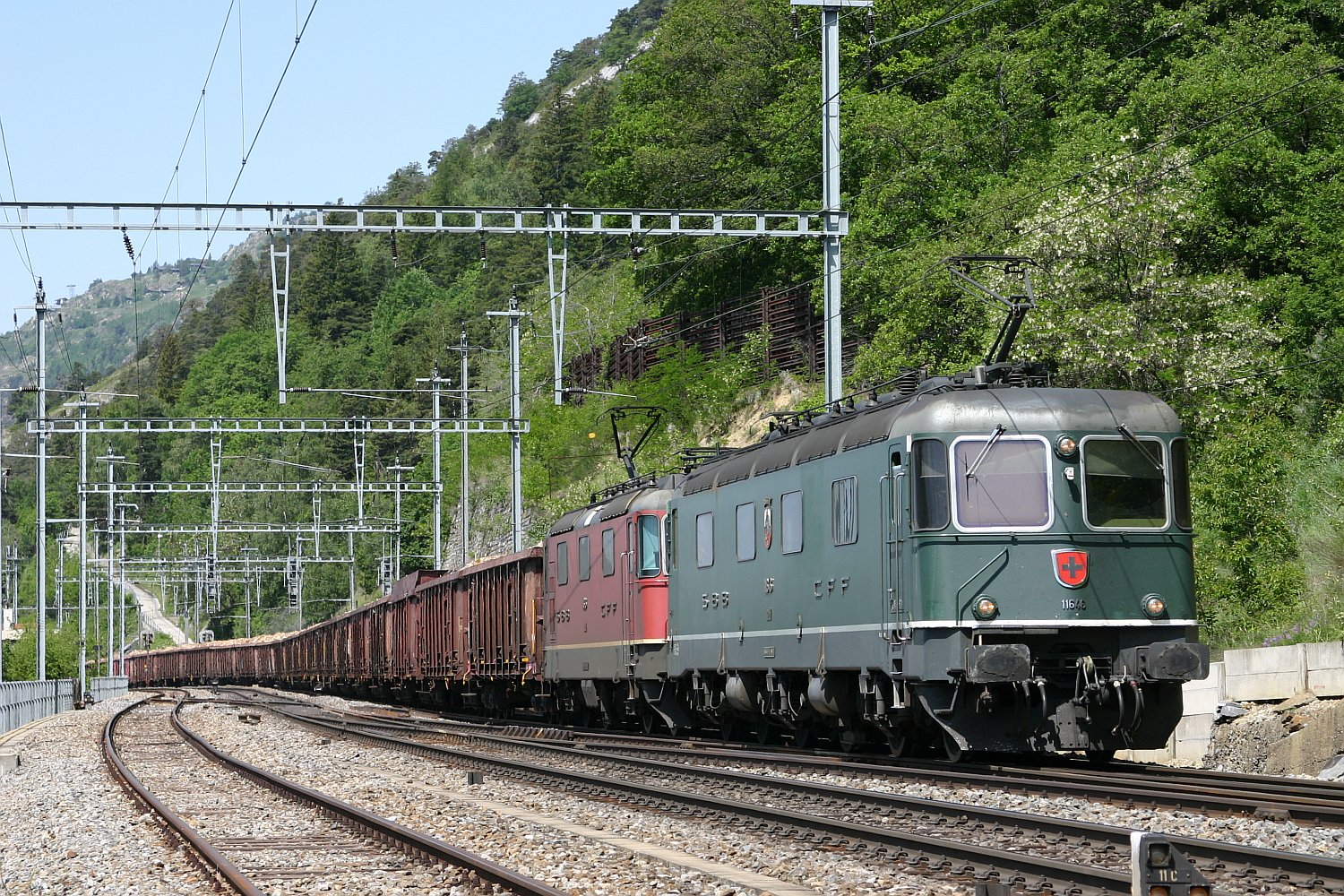
Re 10/10 en gare d'Hohtenn (ligne du Lötschberg), Re 6/6 11646 « Bussigny » en tête.
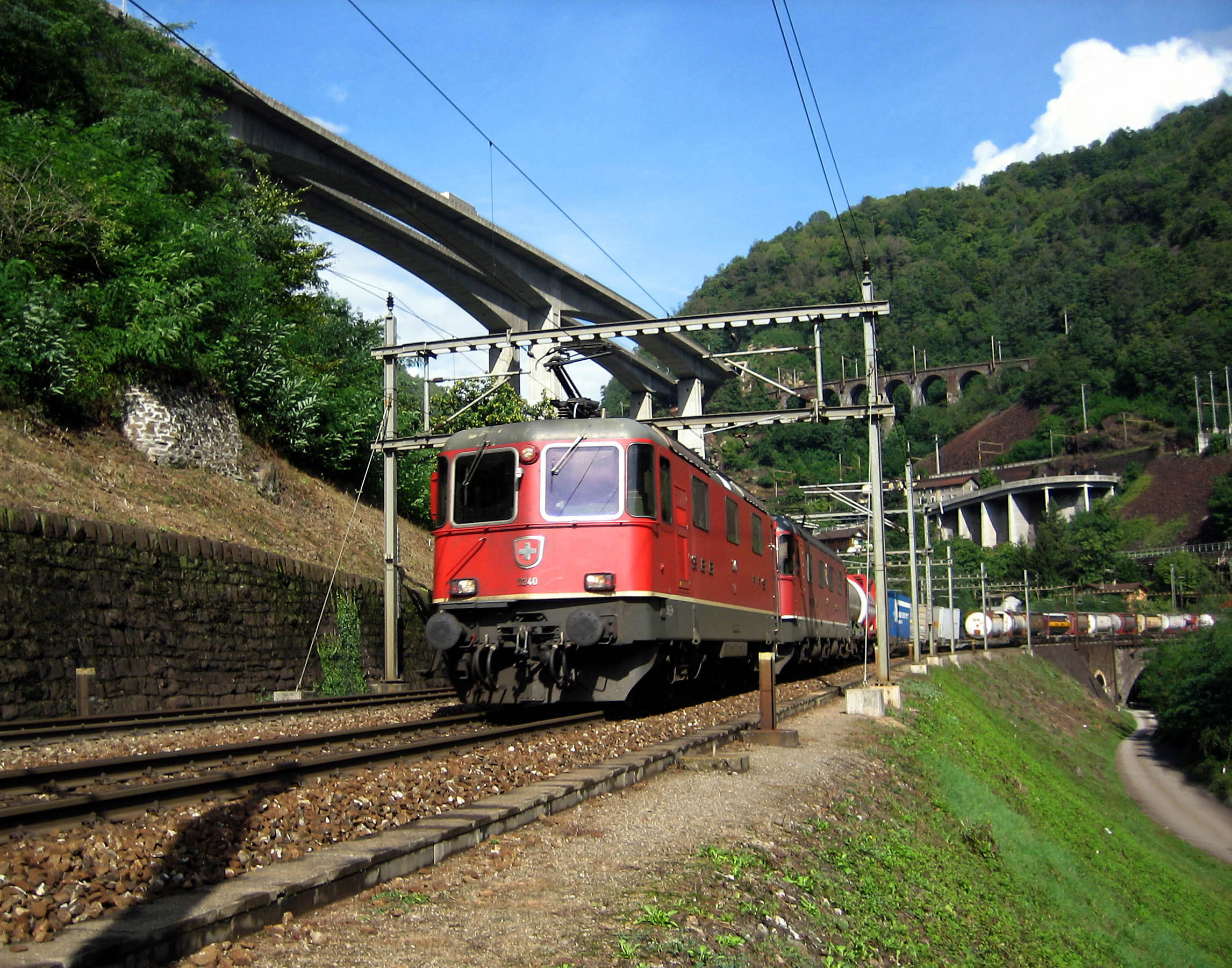
Re 10/10 dans les boucles hélicoïdales de la Biaschina (rampe sud du Gothard), Re 4/4 II 11340 en tête.
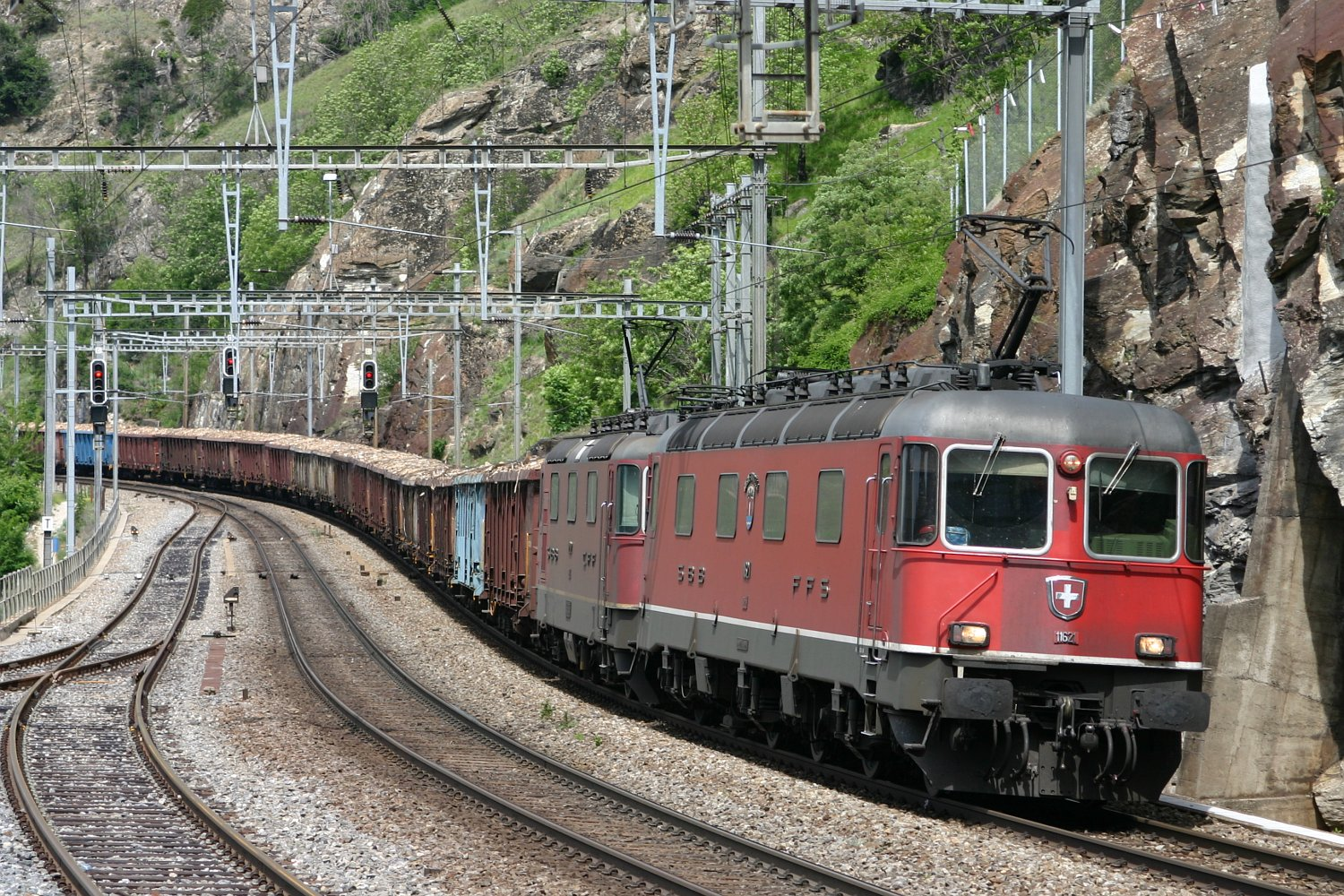
Re 10/10 près de Lalden (ligne du Lötschberg), la Re 6/6 11621 « Taverne-Torricella » mêne la marche.
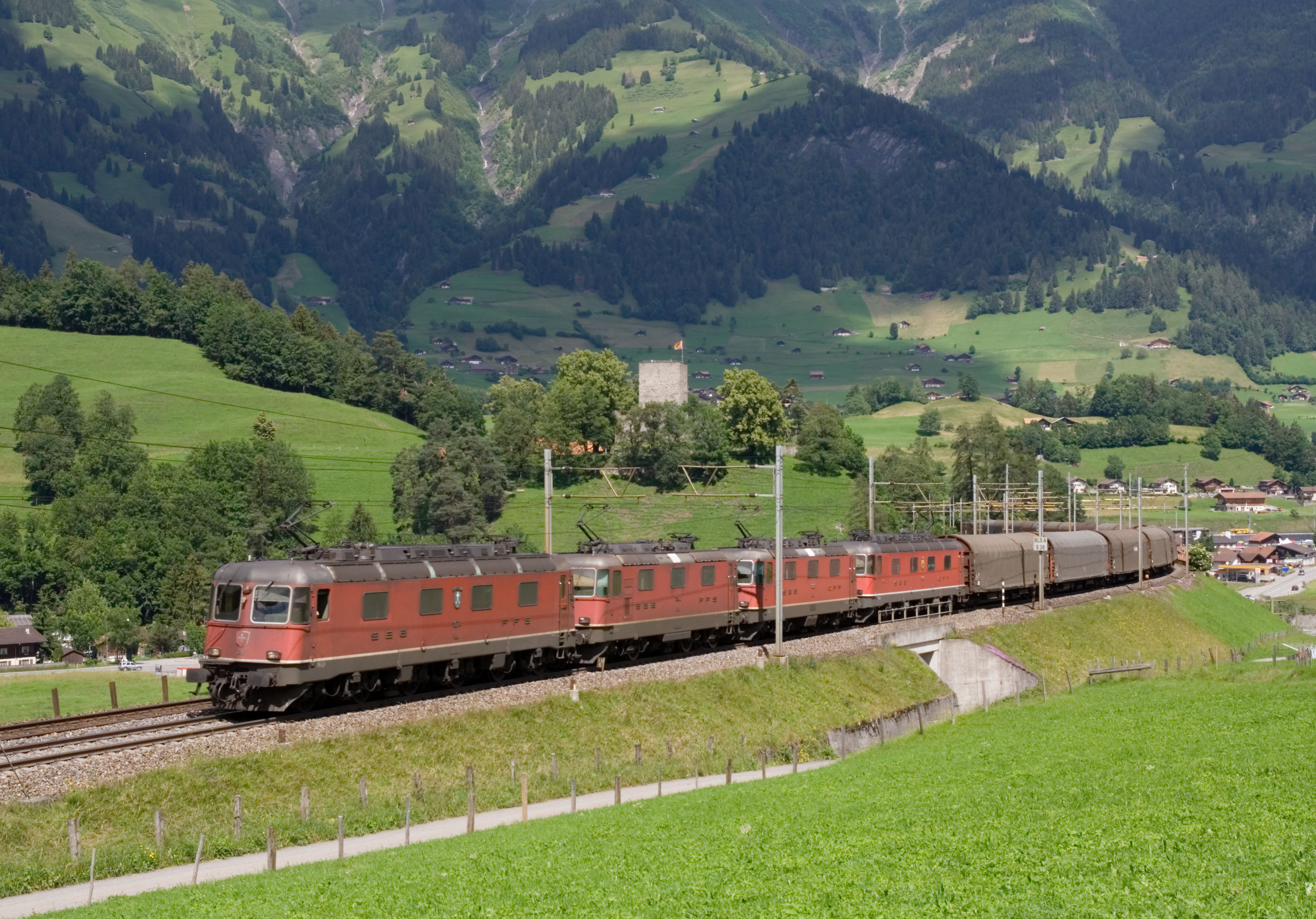
Double Re 10/10 près de Frutigen (ligne du Lötschberg).